# Vido Musso

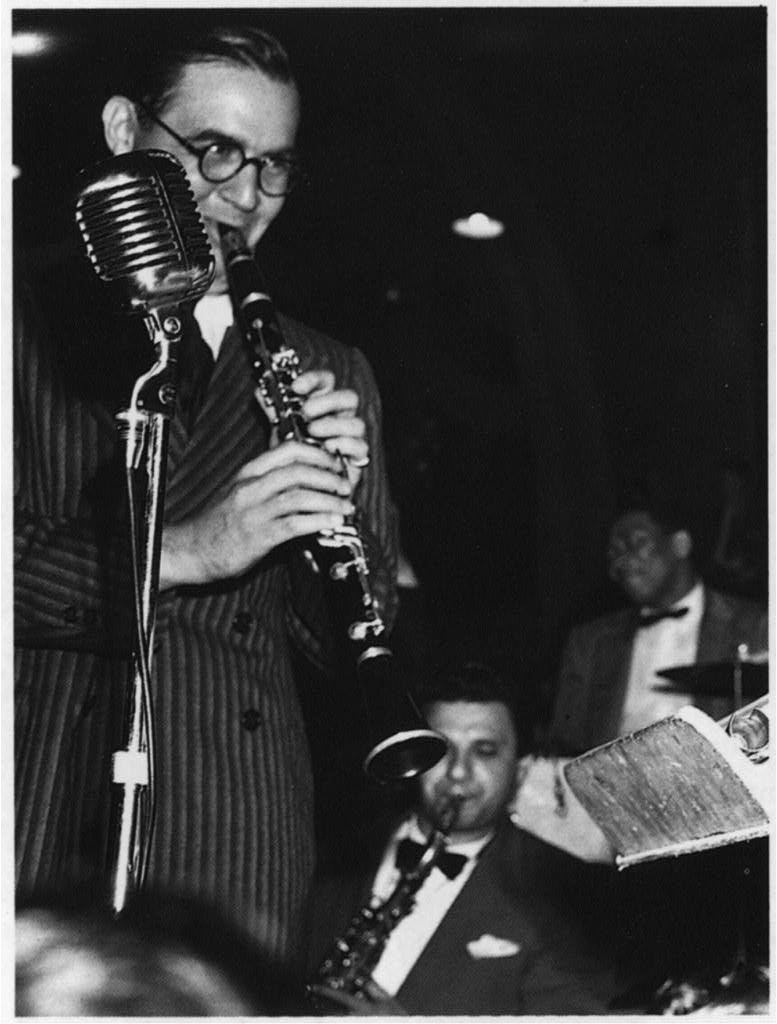
Benny Goodman (links), Vido Musso (Mitte) und Sid Catlett (rechts), 1940er Jahre.
Fotografie von William P. Gottlieb.

Vido William Musso (* 13. Januar 1913 in Carrini, Sizilien; † 9. Januar 1982 in Rancho Mirage, Kalifornien) war ein US-amerikanischer Tenorsaxophonist, Klarinettist und Bandleader des Swing und Modern Jazz.

## Leben und Wirken
Bekannt wurde Vido Musso durch seine Arbeit in den Big Bands von Benny Goodman, Gene Krupa, Tommy Dorsey, Harry James, Stan Kenton und Woody Herman.
Der aus Sizilien stammende Musso kam mit seiner Familie 1920 in die Vereinigten Staaten und wuchs in Detroit auf. Im Jahr 1930 ging er nach Los Angeles. Sein erstes Instrument war die Klarinette, bevor er zum Tenorsaxophon wechselte. Schon im Jahr 1930 begann seine Zusammenarbeit mit Stan Kenton, außerdem spielte er in den Orchestern von Teddy Wilson, mit dem er unter anderem Billie Holiday begleitete. Bei Benny Goodman arbeitete Musso von 1936 bis 1938, bei Gene Krupa 1938 und Harry James 1940–41. Danach arbeitete er wieder für Goodman, dann für Bunny Berigan und 1942 für Woody Herman. 1945 spielte er kurz bei Tommy Dorsey und André Previn. Er gründete dann eine eigene Formation, war damit aber erfolglos. Die bedeutendste Phase seiner Karriere waren die Jahre der Arbeit im Stan Kenton Orchester von 1945 bis 1947, wie seine Beteiligung am Titel "Come Back to Sorrento". Danach arbeitete er als freischaffender Musiker und Arrangeur an der Westküste, 1957 in Las Vegas. Unter eigenem Namen entstanden 1946 vier Titel für Savoy Records, 1952 drei Titel für Fantasy Records.

## Auswahldiskographie
- André Previn: Previn at Sunset 1945 (Black Lion)